# Jacques Colombier
Jacques Colombier é um político francês e membro do Reagrupamento Nacional.
Como principal candidato do RN na Aquitânia nas eleições regionais de 2004, ele obteve 11,45% dos votos na primeira volta e 11,67% na segunda volta. Ele foi eleito conselheiro regional.
Em 2009, foi eleito candidato do Reagrupamento Nacional na Aquitânia para as eleições regionais de 2010.